# Sandgrund, Karlstad

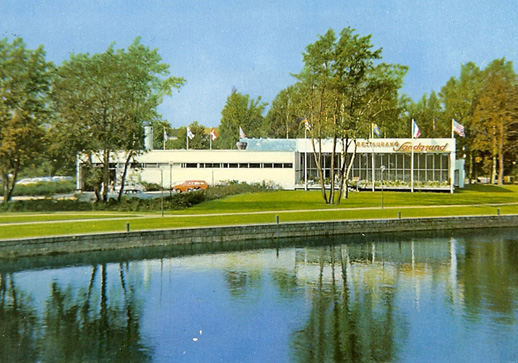
Restaurang Sandgrund på 1960-talet.

Sandgrund är namnet på en tidigare restaurangbyggnad på Sandgrundsudden i Karlstad. Byggnaden köptes 2011 av Karlstads kommun och omvandlades till Lars Lerins konsthall.

## Historik

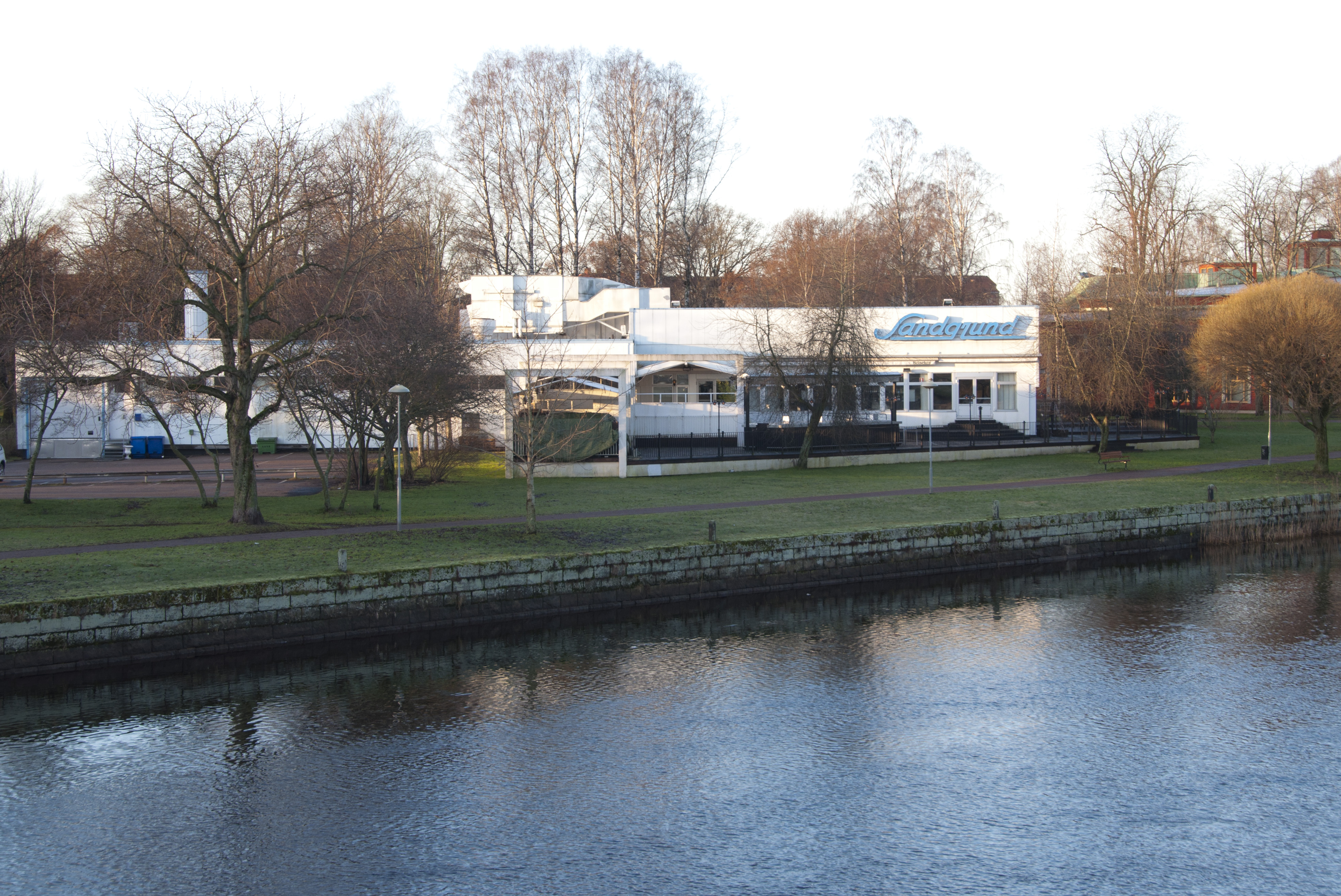
Sandgrund 2011.

Restaurangen tillkom på initiativ av byggmästaren och Karlstadföretagaren Paul Jardeby och invigdes 1960. Året innan hade den klassiska sommarrestaurangen i stadsparken Stadsträdgården bränts ned av en pyroman. Sommarrestaurangen, liksom Grand Hotel i Karlstad, ägdes av Jardeby. Snabbt beslutade sig Jardeby för att uppföra en ny restaurang som kunde ersätta den nedbrunna sommarrestaurangen i Stadsträdgården. Arkitekt Uno Asplund på John Wästlunds Arkitektbyrå fick i uppdrag att utforma ny modern restaurang på Sandgrundsudden. Byggnaden projekterades och byggdes på rekordtid. Dess modernistiska arkitektur, med de stora panoramafönstren mot Klarälven, uppmärksammades internationellt. Vid senare ut- och ombyggnader har dock mycket av det arkitekturhistoriska värdet gått förlorat.
Restaurangen räknades vid 1960-talets början som en av landets största och modernaste. Man började snart med danskvällar, och Sandgrund förvandlades till ett danspalats med en tillrest publik från stora delar av Sverige och Norge. Under restaurangens glansperiod på 1980-talet gästades danskvällarna fem dagar i veckan av landets största dansband. I början av 1990-talet inleddes en nedgång där dansbanden mötte hård konkurrens av diskoteken även bland den mognare publiken. 2003 gjordes restaurangen om till Blue moon bar av ägaren Baldakinenrestaurangerna, och dansbanden försvann helt.
2011 köpte Karlstads kommun restaurangen, som då sedan en tid varit ute till försäljning. Lokalerna omvandlades till ett Lars Lerin-museum och invigdes i juni 2012.